# Квіріке II
Квіріке II (груз. კვირიკე; д/н — 976) — 8-й еріставі-хорєпископ Кахетії в 929—976 роках.

## Життєпис
Походив з роду Аревманелі-Квірікидів. Старший син Падла II, еріставі-хорєпископа Кахетії. Успадкував владу 929 року. Негайно вирішив скористатися послабленням Абхазії внаслідок внутрішньої боротьби й оголосив свою самостійність.
Втім у 930-х роках абхазький цар Георгій II почав війну з Кахетією. Невдачі Квіріке II у війні призвели до переходу його брата Шурти на бік абхазів. Їм він здав важливу фортецю Уджарму. Зрештою еріставі-хорєпископ здався й був відправлений у заслання. Фортеці Бочорма, Лоцобі, Нахчевань і Уджарма перейшли до абхазів. Тривалість перебування у в'язниці або якість абхазької фортеці невідома, але ймовірно був звільнений до 951 року. За цим невдало воював проти Іоанн-Сенекеріма, царя Гереті, який захопив Цанарію — ключову область Кахетії.
956 року Квіріке II було відновлено в Кахетії. Але вже у 957 році він спровокував повстання в Картлі. У відповідь проти нього виступив Леон, еріставі Картлі, але смерть Георгія II надала час Квіріке II підготуватися до війни.
У 957 або 958 році поновилася війна з Абхазією. В ній кахетинський еріставі зазнав поразки й змушений був погодитися на шлюб свого сина Давида з донькою Леона III, царя Абхазії. Втім абхазька принцеса незабаром померла. 959 року після смерті Іоанна-Сенекеріма скористався відсутністю у того спадкоємців Квіріке II захопив Гереті, але не прийняв царського титулу.
964 року абхазьке військо знову вдерлося до Кахетії. Було втрачено міста Мухнарі, Херка і Базалеті. Смерть абхазького царя Леона III змінила ситуацію. Натсупник останнього — Деметре III — стикнувся з повстаннями знаті та заколотами. Цим скоритався Квіріке II, що 969 року спочатку відвоював усі раніше втрачені міста, а потім розширив володіння на захід.
Подальше послаблення Абхазького царства дозволило Квіріке II розпочати боротьбу за підкорення усього Картлі. Він успішно діяв проти Деметре III і його наступника Теодозіо III. 976 року внаслідок раптового нападу навіть захопив молодого абхазького царя Баграта III. Проте того ж року могутній володар Тао-Кларджеті Давид III (стрийко Баграта III) завдав поразки Квіріке III, змусивши того звільнити бранця та відмовитися від Картлі.
Невдовзі еріставі-хорєпикоп Кахетії помер. Йому спадкував син Давид.

## Родина
- Падла (д/н—до 958)
- Давид (д/н—1010), еріставі-хорєпископ Кахетії